# ピアノ協奏曲第3番 (フンメル)
ピアノ協奏曲第3番 ロ短調 作品89は、ヨハン・ネポムク・フンメルが1819年に作曲したピアノ協奏曲。1821年にライプツィヒにおいて出版された。
フンメルはそれまでのモーツァルトの様式に基づくピアノ協奏曲とは異なり、少し先に書かれた「ピアノ協奏曲第2番」とこの曲においてはロマン派音楽の原型ともいえるスタイルをとっている。これは、後のメンデルスゾーンやショパンによる形式的な発展の到来を予感させるものである。事実、この曲がショパンの「ピアノ協奏曲第1番」に影響を与えたという指摘もある。この曲はフンメル自身の名技性を誇示するように書かれている。

## 演奏時間
約33分

## 楽器編成
ピアノ独奏、フルート1、オーボエ2、クラリネット2、ファゴット2、ホルン4、トランペット2、ティンパニ、弦五部

## 楽曲構成
伝統的な3楽章制で書かれている。
- 第1楽章 アレグロ・モデラート (ロ短調)
- 第2楽章 ラルゲット(ト長調)
- 第3楽章 フィナーレ  ヴィヴァーチェ (ロ短調～ロ長調)